# Sarıdüz, Bayramiç
Sarıdüz là một xã thuộc huyện Bayramiç, tỉnh Çanakkale, Thổ Nhĩ Kỳ. Dân số thời điểm năm 2011 là 247 người.